# Nils Georgii
För idrottsmannen, se Nils Georgii (friidrottare)
Nils Georgii, född 1717 och död 1790, var en svensk medaljgravör.
Georgii var elev till Johann Carl Hedlinger, och var under längre tid verksam vid myntverket, och tillverkade bland annat medaljer över Ulrika Eleonora och Adolf Fredrik. Efter en tvåårig vistelse i Ryssland, där han bland annat framställde en medalj av kejsarinnan Elisabeth, anställdes Georgii 1747 som hovgravör hos Fredrik II av Preussen och utförde ett stort antal medaljer, som förhärligade kungens krigiska och fredliga företag. 1782 återvände han till Sverige, och sysselsatte sig med skriftställeri, han utgav bland annat Theori om Zirater (1786). Georgii finns representerad vid bland annat Nationalmuseum i Stockholm.
Nils Georgii var bror till professor och rektor Carl Fredrik Georgii.